# Chapar (Nagorno-Karabach)
Chapar (armeniska: Չափար; azerbajdzjanska: Çapar) är en ort i Azerbajdzjan.   Den ligger i distriktet Kəlbəcər Rayonu, i den västra delen av landet, 300 km väster om huvudstaden Baku. Chapar ligger 1 183 meter över havet och antalet invånare är 252.
Terrängen runt Chapar är varierad. Runt Chapar är det ganska glesbefolkat, med 32 invånare per kvadratkilometer.. Närmaste större samhälle är Aterk, 7,8 km öster om Chapar. 
I omgivningarna runt Chapar växer i huvudsak lövfällande lövskog.